# Racconti neri (raccolta di racconti)
Racconti neri è una raccolta di 34 storie brevi di Giorgio Scerbanenco pubblicati originariamente su riviste varie dal 1959 al 1969 e raccolti da Garzanti nel 2005 con prefazione di Carlo Lucarelli. Sono ambientati principalmente in Italia, ma sono presenti anche altri stati europei.

## I racconti
Una donna di riserva per Joe
Joe e suo figlio Francesco giocano nel bosco, ispirandosi al film visto la sera prima al cinema. Lasciato il figlio alla ricerca di una casa lì vicino, Joe si avvicina ad una scarpata e fa una scoperta: la moglie è appena salita su un'automobile rossa assieme ad un altro uomo. Decide così di andare a confidarsi con la migliore amica, Giulia, la quale è innamorata da sempre di lui. 
Il vecchio Fritz cerca Maria
Un nazista, Emil, probabilmente scampato alla condanna, ritorna in Italia dopo tanti anni per cercare Maria Telari, una donna della quale si era infatuato nel 1943, quando con il suo plotone andava di cascina in cascina per ritirare le provviste.
Mai domandare alla gatta se ti vuole bene
Due ragazzi, con il motorino guasto, decidono di incamminarsi a piedi verso il paese più vicino. Il ragazzo trova dietro un cespuglio una borsa piena di banconote. Lui vuole portarla alla polizia, mentre lei vuole tenersela. Chi vincerà?
Warum? Perché?
Una ragazza tedesca muore in seguito ad un grave incidente stradale a Berlino. La situazione è chiara: si tratta di suicidio. Il padre, la madre e il fidanzato non capiscono che cosa possa averla portata a questo gesto. Contemporaneamente tre baristi trovano tre lettere uguali, tutte scritte dalla ragazza vari mesi prima.
Emanuela e la vipera
Beatrice Marelli e Berto stanno camminando in una pineta, quando la donna viene morsa da una vipera. Subito partono con l'automobile per Triste, ma la benzina finisce a pochi chilometri dal distributore. Fanno l'autostop, e un altro veicolo riesce a portarli all'ospedale, ma la ragazza muore. Berto vuole tenere tutto nascosto, ma quando torna a casa dalla fidanzata Emanuela scopre che si è già scoperto il fatto. L'uomo minaccia di andarsene.
Le ricerche continuano
La signora Lidia Vicari, separata, arriva al commissariato e denuncia il rapimento della sua bambina di 4 anni, Luisa. Per firmare la denuncia è richiesta anche la presenza del padre della vittima il quale confesserà, però, che questo fatto è avvenuto molti anni prima, e non quel giorno, e che la donna ne era rimasta profondamente sconvolta.
Né gloria né grana né brune
Un pittore, Edoardo Santo, dipinge donne nude dal vero. Un giorno incontra una ragazza, la quale potrebbe essere una sua modella ideale. Lei però non è sicura di voler svolgere quel lavoro e dice che lo richiamerà in un secondo momento. Il pittore torna nel suo appartamento e si appresta a dipingere la modella attuale, quando suona il campanello. Edoardo Santo si trova sulla porta un uomo che gli sferra un pugno e che scopre dove il pittore nasconde il denaro. Questi si rianima e lo uccide con una pugnalata.
L'assassinata è ancora viva
Due camionisti trovano agonizzante sul ciglio dell'autostrada una donna, imbottita di proiettili. I dottori all'ospedale non pensano che possa sopravvivere e si stupiscono che possa essere ancora viva dopo tutti i colpi che aveva in corpo. Un killer viene ingaggiato per ucciderla.
Il delitto non rende ma l'abiezione sì
Tre ragazzi rapinano una banca. Due vengono catturati, ma il terzo fugge e investe una bambina con l'automobile. Braccato dalla polizia, vuole richiedere l'aiuto di un agente corrotto il quale non sa, però, se potrà salvarlo.
Un treno per l'inferno
Un pericolosissimo criminale droga e uccide dei ragazzi su dei vagoni merci abbandonati. La polizia riesce a sapere la posizione esatta dell'assassino e decide di compiere un'operazione speciale per fermarlo. Devono però stare attenti, perché l'uomo è armato di bombe incendiarie.
L'uomo più solo del mondo
Un ricercatore geologico al Polo Sud ritorna in Italia dopo molti anni. Egli però è solo, ha perso tutti gli amici, tutte le fidanzate, tutto ciò che aveva. In autostrada una giovane coppia di sposi gli chiede se può portarli a Venezia, in viaggio di nozze, perché la loro auto è andata a fuoco. Avrà trovato in quei due ragazzi la compagnia che tanto cercava?
Con un coltello o con un bacio
Un uomo va in Francia per vendicare l'omicidio della sorella, poiché l'assassino è stato assolto. Si avvalerà della guida di una prostituta, donna di fiducia dell'omicida, che però non vuole farsi riconoscere.
Un ragioniere, un'inchiesta, un suicidio
Una ragazza, per lavoro, deve svolgere alcuni sondaggi. Visita un condominio nel quale vive, fra i tanti abitanti, un ragioniere che tenta di violentare la giovane. Lei scappa e raggiunge l'appartamento di una donna che sta per suicidarsi
Uccidere con amore
A Giannina, in Grecia, viene ritrovato il corpo di un uomo. L'ispettore incaricato delle indagini non ha prove. Indagando, viene a sapere della presenza di una donna che potrebbe essere l'assassina.
Più forte del killer
Un ricco imprenditore torinese sperpera tutto il suo patrimonio nel gioco. Tutte le persone alle quali ha chiesto un prestito di ingenti somme di denaro non hanno accettato. Come fare? Rimane una sola possibilità: provare a domandare al proprietario della casa da gioco. Questi però non accetta e lo uccide con una pistola, facendolo passare per suicidio. Il morto però ha lasciato una lettera di accusa contro l'assassino, il quale ha commesso un errore imperdonabile: ha messo la pistola nella mano destra del cavaliere. Lui era mancino, però.
La fabbrica delle vedove
Una clinica di cura di lusso, a Parigi, uccide i mariti di ricche signore che hanno fatto un'assicurazione sulla vita di un milione di franchi.
Perché vivere se puoi morire?
Il figlio di un mafioso siciliano è ricercato dal padre per tradimento. Trascorre così una vita piena di fughe rocambolesche e attentati. Per salvare la moglie da questa terribile vita deciderà di farsi uccidere.
Delitto all'italiana
Un uomo viene ucciso in un hotel ad Amburgo. L'assassino vuole far credere che il delitto sia stato commesso da un italiano.
Belle rose per morire
Una donna molto brutta viene uccisa con del napalm nascosto in un mazzo di fiori. È strano questo, perché la donna non usciva con alcun uomo. Chi è stato?
Delitto a Olimpia
Morte a pagamento
Delitto allo chalet
Un morto da mille sterline
Diario per un assassino
Due fratelli, una ragazza, una rapina
O mi aiuti o mi ammazzo
La tredicenne scomparsa
La notte della tigre
Intervista con una schiava bianca
Sirena d'allarme bionda
Ho sposato Miss Follia
Sei già morta
Assassinio psicologico
Un treno per morire e per amare

## Edizione
- Giorgio Scerbanenco, Racconti neri, presentazione di Carlo Lucarelli, Milano, Garzanti ("Nuova biblioteca Garzanti" n. 23), 2005, 466 pp. ISBN 88-11-68325-4